# ATC kod V03
ATC kod V03 Svi drugi terapeutski proizvodi su terapeutska podgrupa sistema za anatomsko terapeutsko hemijsku klasifikaciju. Ovaj sistem alfanumeričkih kodova je razvio  za klasifikaciju lekova i drugih medicinskih proizvoda.  Podgrupa V03 je deo anatomske grupe V Ostalo.

Kodovi za veterinarsku upotrebu (ATCvet kodovi) se mogu formirati stavljanjem slova Q ispred humanih ATC kodova: QV03... ATCvet kodovi bez odgovarajućeg humanog ATC koda su navedeni sa vodećim Q na sledećoj listi.
Nacionalna izdanja ATC klasifikacije mogu da obuhvataju dodatne kodove koji nisu prisutni na ovoj listi.

### V03ABAntidoti
V03AB01 
V03AB02 Nalorfin
V03AB03 Etilendiamintetrasirćetna kiselina
V03AB04 Pralidoksim
V03AB05 Prednisolon i prometazin
V03AB06 Tiosulfat
V03AB08 Natrijum nitrit
V03AB09 Dimerkaprol
V03AB13 Obidoksim
V03AB14 Protamin
V03AB15 Nalokson
V03AB16 Etanol
V03AB17 Metiltioninijum hlorid
V03AB18 Kalijum permanganat
V03AB19 Fizostigmin
V03AB20 Bakar sulfat
V03AB21 Kalijum jodid
V03AB22 Amil nitrit
V03AB23 Acetilcistein
V03AB24 Digitalis antitoksin
V03AB25 Flumazenil
V03AB26 Metionin
V03AB27 4-dimetilaminofenol
V03AB29 Holinesteraza
V03AB31 Prusko plavo
V03AB32 Glutation
V03AB33 Hidroksokobalamin
V03AB34 Fomepizol
V03AB35 Sugamadeks
V03AB36 Fentolamin
QV03AB90 Atipamezol
QV03AB91 Sarmazenil
QV03AB92 Diprenorfin
QV03AB93 Johimbin
QV03AB94 Tolazolin

### V03ACHelirajući agensigvožđa
V03AC01 Deferoksamin
V03AC02 Deferipron
V03AC03 Deferasiroks

### V03AE Lekovi za tretmanhiperkalemijeihiperfosfatemije
V03AE01 Polistiren sulfonat
V03AE02 Sevelamer
V03AE03 Lantan karbonat
V03AE04 Kalcijum acetat i magnezijum karbonat

### V03AF Detoksifikujući agensi za antineoplastični tretmant
V03AF01 Mesna
V03AF02 Deksrazoksan
V03AF03 Kalcijum folinat
V03AF04 Kalcijum levofolinat
V03AF05 Amifostin
V03AF06 Kalijum folinat
V03AF07 Rasburikas
V03AF08 Palifermin
V03AF09 Glukarpidas
V03AF10 Natrijum levofolinat

### V03AG Lekovi za tretmenhiperkalcemije
V03AG01 Natrijum celuloza fosfat

### V03AH Lekovi za tratmanhipoglikemije
V03AH01 Diazoksid

### V03AN Medicinski gasovi
V03AN01 Kiseonik
V03AN02 Ugljen-dioksid
V03AN03 Helijum
V03AN04 Azot
V03AN05 Medicinski vazduh

### V03AX Drugi terapeutski proizvodi
V03AX02 Nalfurafin

### V03AZ Nervni depresanti
V03AZ01 Etanol